# Vincas Kudirka
Vincas Kudirka (Paežeriai, 31 de diciembre de 1858 - Naumiestis, 16 de noviembre de 1899) fue un poeta lituano, autor del himno nacional de Lituania.

## Biografía

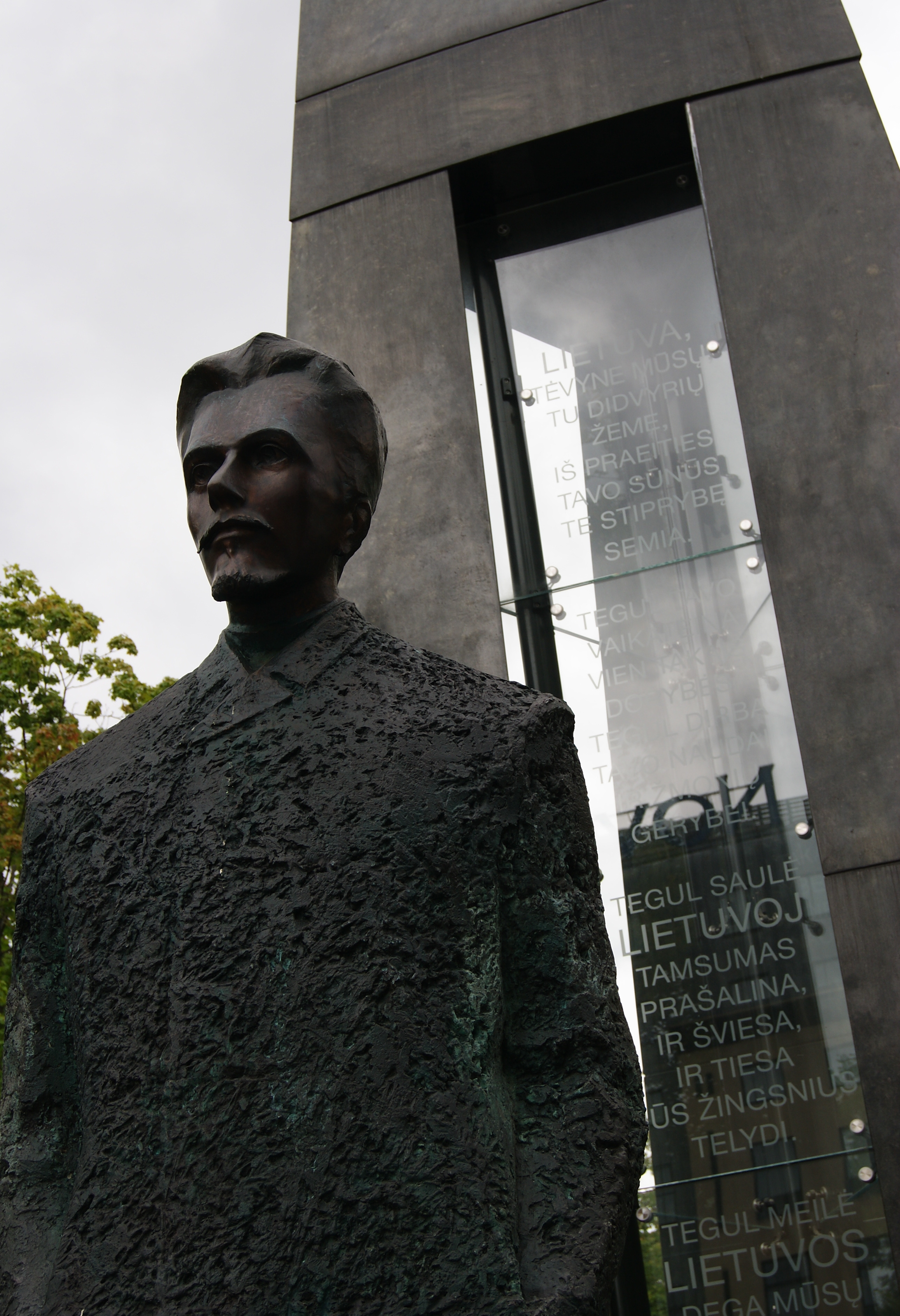
Estatua de Vincas Kudirka en el centro de Vilna, con la letra del himno nacional.

Kudirka nació en la Nochevieja de 1858 en Paežeriai, al sur de la actual Lituania, en una familia de campesinos. De joven pudo matricularse en el gimnasio de Marijampolė, donde mostraría predilección por la literatura polaca y autores como Adam Mickiewicz, así como por la historia y cultura propias del pueblo lituano.
En 1881 se matriculó en la Universidad de Varsovia para estudiar Filología, aunque un año más tarde se pasó a Medicina. En su etapa universitaria fue arrestado por las autoridades del Imperio ruso, bajo la acusación de distribuir copias traducidas de El Capital de Karl Marx. A pesar de que el centro llegó a expulsarle, tuvo que readmitirle un año más tarde; Kudirka obtuvo la licenciatura en Medicina en 1889.
En su estancia en Varsovia, Kudirka profundizó en la idea de que lituanos y polacos eran pueblos diferentes, aun cuando muchos lituanos como él se habían adaptado a la cultura polaca. En su último año de carrera fundó con otros estudiantes lituanos la sociedad secreta Lietuva. Ese grupo empezaría a publicar en 1889 el periódico mensual Varpas («La campana»), del cual fue director durante diez años. En aquella época el Imperio ruso prohibía cualquier publicación en lituano, por lo que la distribución de Varpas era clandestina: se editaba en Tilsit (Prusia Oriental) y era distribuido en Lituania por contrabandistas.
Kudirka estuvo publicando poemas y artículos satíricos orientados al despertar nacional lituano. Buena parte de su trabajo sirvió para desarrollar la lengua lituana; entre otros, editó un manual de escritura y estudios sobre los principios de la versificación. La obra cumbre de su carrera fue el himno Lietuva, Tėvyne mūsų («Lituania, nuestra patria»), publicado en septiembre de 1898. Al mismo tiempo ejercía la medicina en Šakiai y Naumiestis, dos villas rurales en la frontera con Prusia Oriental que le permitían distribuir mejor sus textos.
Aquejado por la tuberculosis desde su juventud, acabaría falleciendo el 16 de noviembre de 1899 en Naumiestis, a los 40 años.
Vincas Kudirka es considerado uno de los símbolos del despertar nacional lituano del siglo XIX, así como el referente de la literatura lituana contemporánea. Después de la declaración de independencia de 1918, el gobierno lituano estableció que Lietuva, Tėvyne mūsų sería el himno nacional. Tras reinstaurarse la independencia en 1991, los homenajes han aumentado: el pueblo donde falleció pasaría a llamarse Kudirkos Naumiestis («Naumiestis de Kudirka»), se ha erigido un monumento en la avenida Gediminas de Vilna, y el Banco de Lituania le dedicó el billete de 500 litas, en circulación hasta la adopción del euro.